# История MDMA
Метиле́ндио́ксиме́тамфетами́н, MDMA, МДМА, 3,4-метилендиокси-N-метамфетамин — полусинтетическое психоактивное соединение амфетаминового ряда, относящееся к группе фенилэтиламинов, широко известное под сленговым названием таблетированной формы э́кстази (англ. ecstasy, другие названия — Адам, XTC, E, X, Молли, Манди).
MDMA входит в число наиболее популярных наркотиков, особенно в молодёжной среде (см.), и получил заметное отражение в западной массовой культуре (см.). C 1980-х годов MDMA распространён в среде рейв-культуры и завсегдатаев ночных клубов:57. Производство, хранение, транспортировка и распространение MDMA запрещено конвенцией ООН и является уголовным преступлением в большинстве стран мира.
Помимо рекреационного использования, до своего запрета MDMA использовался в качестве вспомогательного средства в психотерапии:58. Вопросы вреда и пользы MDMA и его легализации, полной или частичной, стали предметом длительной борьбы в «войне с наркотиками» и сопровождались моральной паникой (см.), публичными и научными скандалами.
В XXI веке возобновились исследования MDMA как медицинского препарата: исследовательские организации в США, Швейцарии, Израиле, Великобритании тестируют его потенциальное использование как психотерапевтического средства для лечения посттравматических расстройств психики и депрессии, а также возможное применение его производных для лечения лейкозов. 17 августа 2017 года FDA присвоило психотерапии с использованием MDMA статус «прорывного метода лечения» посттравматического стрессового расстройства (ПТСР), с этого времени идёт окончательная третья фаза клинических испытаний метода. Тем не менее, по состоянию на 2019 год MDMA не имеет утверждённых медицинских применений, а по всем этим направлениям необходимы дополнительные исследования, чтобы определить баланс рисков и пользы (см.).

## Открытие и ранние исследования
MDMA был впервые синтезирован при попытках найти новые средства для улучшения свёртываемости крови в 1912 году немецким химиком Антоном Кёлишем (нем. Anton Köllisch), работавшим на фармацевтическую компанию Merck. Патент под номером 274 350 с описанием синтеза этого вещества был выдан 16 мая 1914 года в городе Дармштадт (Германия), однако остался без внимания. Исследователи того времени не знали и не предполагали каких-либо особых свойств нового химического соединения, и в патенте оно квалифицировалось как побочный продукт, получаемый при синтезе гидрастинина. Вплоть до 1953 года MDMA упоминается в научной литературе всего дважды, оба раза как побочный продукт при синтезе других соединений.

## Открытие психоактивных свойств
Только около полувека спустя молекула MDMA вновь привлекает к себе внимание исследователей, уже в качестве психоактивного соединения — как родственное мескалину вещество:20—21. Кратковременные исследования 1953 года в Мичиганском университете (по заказу армии США) включали эксперименты с 8 потенциальными психоделиками на животных. MDMA, числившийся под кодовым названием EA-1475 (от англ. Edgewood Arsenal, где синтезировался препарат), был испытан на крысах, мышах, морских свинках, собаках и обезьянах — результаты были рассекречены в 1969 году. Целью этих работ был поиск новых способов манипулирования сознанием, они входили в печально знаменитую программу «МК-Ультра», однако не были особенно успешными: испытания на людях были свёрнуты после смерти Говарда Блоэра (англ. Howard Blauer) — одного из пациентов психиатрического госпиталя Нью-Йорка — от передозировки родственного MDMA соединения MDA в конце 1952 года:551.
Впервые в конфискованных образцах наркотиков в США MDMA встречается в 1970 году, и до середины 1970-х он изредка встречается почти исключительно на Среднем Западе США, вероятно, как легальная замена запрещённого в 1970 году MDA, вызывающего в небольших дозах похожие просоциальные эффекты и также, как и MDMA позже, называвшегося «веществом объятий» (англ. hug drug). Известность к MDMA пришла в конце 1970-х годов благодаря работам американского химика и исследователя психоактивных веществ Александра Шульгина. 8 сентября 1976 года по совету одной из своих студенток, Мари Клейнман, Шульгин синтезировал и затем испытал MDMA на себе, используя метод постепенного увеличения дозы:21. Выдержка из записей лабораторного журнала Шульгина, описывающая эффект от приёма 120 мг препарата:

Я чувствую себя абсолютно ясно, и нет ничего, кроме чистой эйфории. Никогда ещё я не чувствовал себя настолько прекрасно и даже не верил в то, что это возможно.
Ясность, чистота и волшебное ощущение внутренней силы сохранялись в течение всего дня.
Я поражен глубиной ощущений…
Оригинальный текст (англ.)
I feel absolutely clean inside, and there is nothing but pure euphoria. I have never felt so great or believed this to be possible.
The cleanliness, clarity, and marvelous feeling of solid inner strength continued throughout the rest of the day and evening.

I am overcome by the profundity of the experience

## Применение в психотерапии

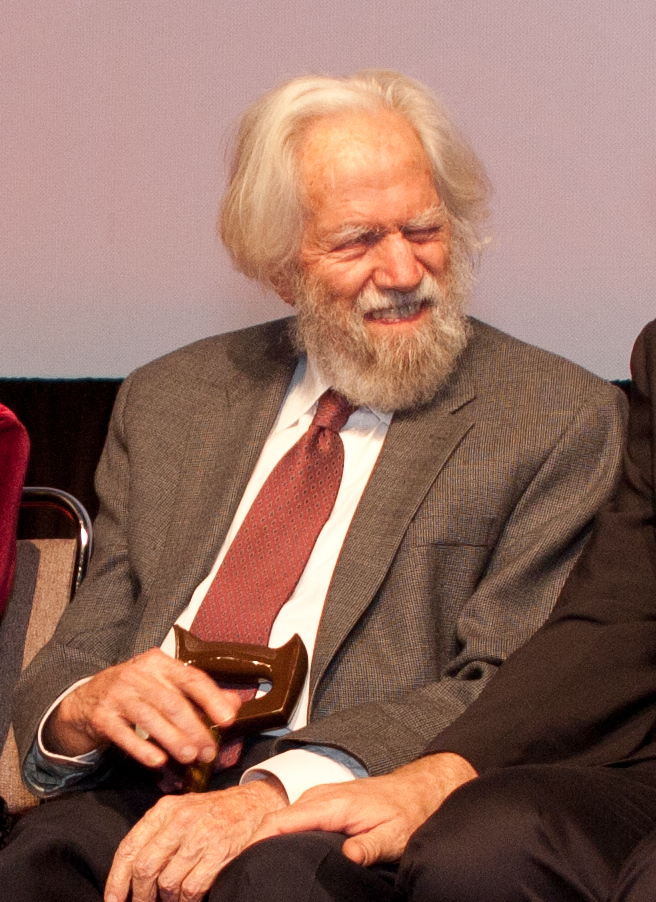
Александр Шульгин (2010)

Вскоре Шульгин, впечатлённый эффектами MDMA и имевший хорошие связи в научном мире, знакомит с действием этого вещества более широкий круг учёных — именно поэтому его называют «отцом» или «крёстным отцом» MDMA и экстази. В первых научных статьях, посвящённых MDMA, вышедших в 1978 году, действие его на психику человека описано как «легко контролируемое изменённое состояние сознания с эмоциональными и чувственными оттенками».
Один из друзей Шульгина — психотерапевт Лео Зеф — ещё в 1977 году был поражён терапевтическим потенциалом MDMA и с энтузиазмом начал использовать его в практике. Доктор Зеф способствовал распространению информации об открытии в среде психотерапевтов, особенно холистической и Нью Эйдж-направленности, близких к Институту Эсален. Постепенно MDMA начал использоваться всё шире и шире как препарат, повышающий эффективность сеансов психотерапии, в особенности при консультировании семейных пар и разрешении семейных проблем и конфликтов:58.
В начале 1980-х годов MDMA используют в клинической практике более тысячи врачей — по оценкам, до его запрета в США в психотерапевтических целях было использовано около полумиллиона доз вещества:94. Зеф дал MDMA название «Адам», исходя из его «способности возвращать субъекта в состояние невинности, предшествовавшее возникновению чувства вины, стыда и собственной недооценки». MDMA использовался терапевтами достаточно осторожно, они старались не привлекать к нему особенного внимания, поскольку научное сообщество ещё не забыло о психоделической революции 1960-х и никто не хотел повторения истории с ЛСД, запрещённым после его широкого распространения за пределы психотерапевтического применения:214—215. Шульгин считал, что с открытием MDMA он близок к достижению цели в поиске идеального психотерапевтического средства: диапазон предлагаемых различными психологами и психиатрами применений MDMA сильно напоминал предлагавшийся Фрейдом изначально для кокаина и включал в себя практически любые психологические затруднения:21:3.

## Распространение
Вскоре информация об MDMA получила более широкое распространение и его употребление распространилось за пределы клинической практики, в особенности среди поклонников Нью Эйдж:203. Начиная с середины 1970-х MDMA начинает всё чаще встречаться в конфискованных образцах наркотиков, и к 1980 году начинает преобладать над MDA, при этом локализация его появлений сменяется на Западный берег США.
С 1980-х начинается распространение MDMA в клубной субкультуре (в особенности в гейских танцевальных клубах) и в среде молодых специалистов-яппи с контркультурными корнями 1960—1970-х годов под широким спектром наименований. Особенно популярным и широко используемым он стал в Калифорнии, а также в Техасе, где MDMA распространялся в барах и ночных клубах Далласа и Форт-Уэрта. Любой желающий мог также купить MDMA с помощью кредитной карты по каталогу, позвонив на бесплатный 800-номер. MDMA продавался в виде таблеток в маленьких коричневых бутылочках под названием «Sassyfras» — с намёком на сассафрас (англ. sassafras — из масла этого кустарника добывается сафрол — прекурсор MDMA) и наглость (англ. sassy — наглый). Пресса, однако, оставалась в относительном неведении об этом веществе до июня 1984 года, когда его распространение привлекло внимание San Francisco Chronicle.
Название «Экстази» (англ. Ecstasy, экстаз) придумал в 1981 году Майкл Клегг (англ. Michael Clegg) из Далласа, входивший в состав так называемой «техасской группы», включавшей помимо него ещё группу бывших кокаиновых дилеров и начавшей в 1983 году легальное широкомасштабное производство MDMA для использования в рекреационных целях — эта группа откололась от более старой «бостонской группы», существовавшей с 1976 года, которая пыталась ограничивать использование производимого ей вещества терапевтическими и спиритуальными целями. Познакомившись с действием MDMA в начале своей карьеры католического пастора, Клегг сделал своей жизненной миссией распространение экстази в массы. К моменту запрета MDMA в 1985 году Клегг являлся крупнейшим производителем и дистрибьютером его в США и, максимально ускорив производство в последние месяцы, сумел произвести суммарно около 2 миллионов таблеток. Он так комментировал выбор названия: «»Экстаз" был выбран по очевидной причине: потому что так это будет лучше продаваться, чем если назвать его «Эмпатия». Эмпатия было бы более подходяще, но как много людей знают, что это такое?" (англ. Ecstasy was chosen for obvious reasons, because it would sell better than calling it Empathy. Empathy would be more appropriate, but how many people know what it means?). Часть членов техасской группы после запрета MDMA ушла на покой, став миллионерами, а часть продолжила завоевание рынка, продавая либо нелегальный теперь MDMA, либо пытаясь обойти закон, торгуя MDEA (Евой) — близким химическим аналогом MDMA, не снискавшим, впрочем, особой популярности ввиду хуже выраженных эмпатогенных свойств и довольно быстрого запрета новым американским законом, покрывающим аналоги уже запрещённых препаратов.

## Запрет
Распространение MDMA привлекло внимание сенатора от Техаса, демократа Ллойда Бентсена, который предложил Управлению по борьбе с наркотиками (DEA) запретить это вещество. DEA решило последовать этому предложению и формальное уведомление о запрете вещества и помещении его в Список I было опубликовано в Federal Register 27 июля 1984 года. Однако, неожиданно для DEA и общей атмосферы рейгановской эпохи с её продолжающейся «войной с наркотиками», это решение вызвало юридически оформленный протест группы психотерапевтов во главе с Риком Доблином и Джорджем Гриром, которые предлагали включить MDMA в Список III, разрешающий применение вещества по рецепту врача, или вообще оставить его неконтролируемым, что инициировало поэтому никогда не применявшуюся доселе процедуру публичных слушаний, начавшихся в феврале 1985 года.
Это противоречие и привлекло к MDMA в конце концов внимание прессы. Изначально освещение проблемы носило сенсационные тона, смешивая статьи, предостерегающие о возможных опасностях препарата, со статьями с восторженными отзывами о предполагаемых возможностях MDMA. В позитивных статьях давалось слово терапевтам и нью-эйдж-целителям, использовавшим препарат на себе и для лечения других людей с 1960-х годов и считавших его тем «универсальным ключом к сознанию», которым должно было стать ЛСД: утверждалось, что MDMA способно давать результат «одного года терапии за двухчасовую сессию», а Рик Доблин расхваливал достоинства средства — открытие MDMA позиционировалось им как важный шаг вперёд в поиске химических веществ для достижения мира, взаимопонимания и счастья в эпоху возможной ядерной войны. Противоположная сторона, полагавшаяся более на сообщения правительственных органов и группы учёных под руководством Льюиса Сейдена, обнаруживших предполагаемую нейротоксичность больших доз MDMA на крысах, а также на слухи и небылицы, рисовала препарат в чёрных красках, опираясь на стандартную схему «наркотической паники»: 1) сенсационное описание действия препарата; 2) использование нагруженного языка и броских выражений для привлечения внимания публики; 3) изображение пользователей вещества — для экстази, геев, рассерженных молодых людей и останков контркультуры 1960-х — как опасных для общества «других».
При этом пресса полнилась преувеличениями и утками: впоследствии оказалось, что на крысах вместо MDMA испытывалось MDA, к тому же реальные результаты исследований были значительно менее категоричными по сравнению с их преподнесением самими учёными в СМИ — хотя именно они назывались затем DEA поводом к срочному временному запрету MDMA; утверждения, что MDMA высушивает спинномозговую жидкость, сильно повреждает мозг, сводит с ума, вызывает болезнь Паркинсона — оказались ни на чём не основаны. Миф, рождённый в ту пору, описывал, что однажды во время Первой мировой войны солдаты двух противоборствующих сторон приняли недавно изобретённый наркотик MDMA и в результате вместо боя устроили товарищеский футбольный матч. Кульминацией преувеличений и громких заявлений обеих сторон стало шоу Фила Донахью, на котором представители адвокатов MDMA сошлись в словесном поединке с учёными, утверждавшими об открытии нейротоксичности препарата на крысах, и в раскрутившейся спирали диспута обе стороны дошли до явно абсурдных утверждений относительно экстази.
В 1985 году, не дожидаясь окончания медленно текущих слушаний, DEA использовало данное ему законом право временного запрета в исключительных обстоятельствах — таким образом, MDMA стал первым веществом, внесённым в Список I этим путём:185, и стал нелегальным в США с 1 июля 1985 года. Выпущенный DEA пресс-релиз утверждал, что «вся информация, полученная нами, свидетельствует о том, что зависимость от МДМА стала проблемой национального масштаба и представляет серьёзную угрозу здоровью … Эти чрезвычайные действия — временное решение, чтобы обуздать злоупотребление MDMA, пока не будет завершён административный процесс». Параллельно в профильной комиссии ООН на основании предложения DEA MDMA был внесён в Список I 11 февраля 1986 года, хотя заключение комиссии рекомендовало также продолжить изучение этого вещества.
Слушания, тем не менее, продолжались, привлекая экспертов с обеих сторон в феврале, июне и июле 1985, и закончились 22 мая 1986 года рекомендацией судьи Фрэнсиса Юнга (англ. Francis Young) переклассифицировать MDMA в Список III. DEA игнорировала рекомендации и включила MDMA в Список I на постоянной основе в ноябре 1986 года. Дальнейшие правовые осложнения вызвало то обстоятельство, обнаруженное защитниками MDMA, что согласно процедуре правом вносить вещества в списки запрещённых на временной основе обладал согласно закону с октября 1984 года только Генеральный прокурор США, но не DEA, которому это право формально было передано уже только после временного запрета MDMA, и к тому же что решение о постоянном запрете не учитывало некоторых возможных положительных результатов исследований применения вещества. В результате апелляционный суд постановил, что MDMA должен быть исключён из Списка I с 22 декабря 1987 года до тех пор, пока DEA не проведёт его рассмотрения согласно нормам. DEA провело повторное рассмотрение в максимально сжатые сроки и подтвердило своё решение поместить MDMA в Список I, куда он вновь вернулся 23 марта 1987 года — промежуток между этими датами, когда MDMA снова не был запрещён в США, называется по имени истца «окном Гринспуна» (англ. Grinspoon window).
Это решение DEA никак не учитывало мнение части научного сообщества, высказавшегося за отмену чрезмерно жёсткого запрета, что допускало бы использование MDMA в терапии и научных исследованиях, но против сторонников MDMA сыграло злую шутку их стремление к тайне и контркультурные корни: на тот момент ни одного формального контролируемого клинического исследования безопасности и эффективности препарата для психотерапии просто не было проведено:5.
Вскоре за запретом MDMA в США последовали запреты и в других странах (в некоторых это вещество контролировалось ещё до того — например, Великобритания в 1977 году запретила его оборот как потенциального галлюциногена, вместе со всеми другими замещёнными в кольце фенилэтиламинами:1.5). К началу 1990-х годов производство MDMA целиком переместилось в нелегальную, преступную сферу (см. таблицу).
| Страна         | Год  | Статус                                                       |
| -------------- | ---- | ------------------------------------------------------------ |
| Канада         | 1976 | Список III                                                   |
| Канада         | 2012 | Список I                                                     |
| Великобритания | 1977 | Оборот запрещён без лицензии, Класс A:1.5                    |
| США            | 1985 | Оборот запрещён без лицензии DEA, Список I с 13 ноября:58    |
| ООН            | 1986 | Оборот запрещён, Список I Конвенции о психотропных веществах |
| Испания        | 1986 | Оборот запрещён с 30 мая:390                                 |
| Германия       | 1986 | Оборот запрещён                                              |
| Греция         | 1987 | Оборот запрещён, Список I:155                                |
| Нидерланды     | 1988 | Список I Нидерландского опиумного акта:249                   |
| СССР           | 1988 | Оборот запрещён                                              |
| Израиль        | 1991 | Оборот запрещён:156                                          |
| Сингапур       | 1992 | Оборот запрещён, класс A:157                                 |
| КНР            | 1997 | Оборот запрещён с 14 марта:155                               |
| Швейцария      | 1999 | В июле признан Верховным судом «лёгким наркотиком»:157       |

## Наркотик вечеринок
Запрет не остановил последующего распространения MDMA, как и в случае с другими психоделиками. Ещё большей популяризации наркотика способствовало развитие электронной музыки, которая традиционно ассоциировалась с психоделическими наркотиками. MDMA стал главным «наркотиком вечеринок» (англ. party drug) и прочно влился в субкультуру танцевальных клубов и рейвов:202.
По слухам, мировой популярности MDMA обязан активному распространению и пропаганде его сторонниками Ошо, которые завезли вещество в Нидерланды, где оно оставалось легальным до 1988. В Европе широкое клубное распространение экстази, сплетённое с появлением рейвового движения, берет начало с Балеарских островов в 1985 году, и быстро охватывает весь мир:291.

Смайли — символ рейверского движения

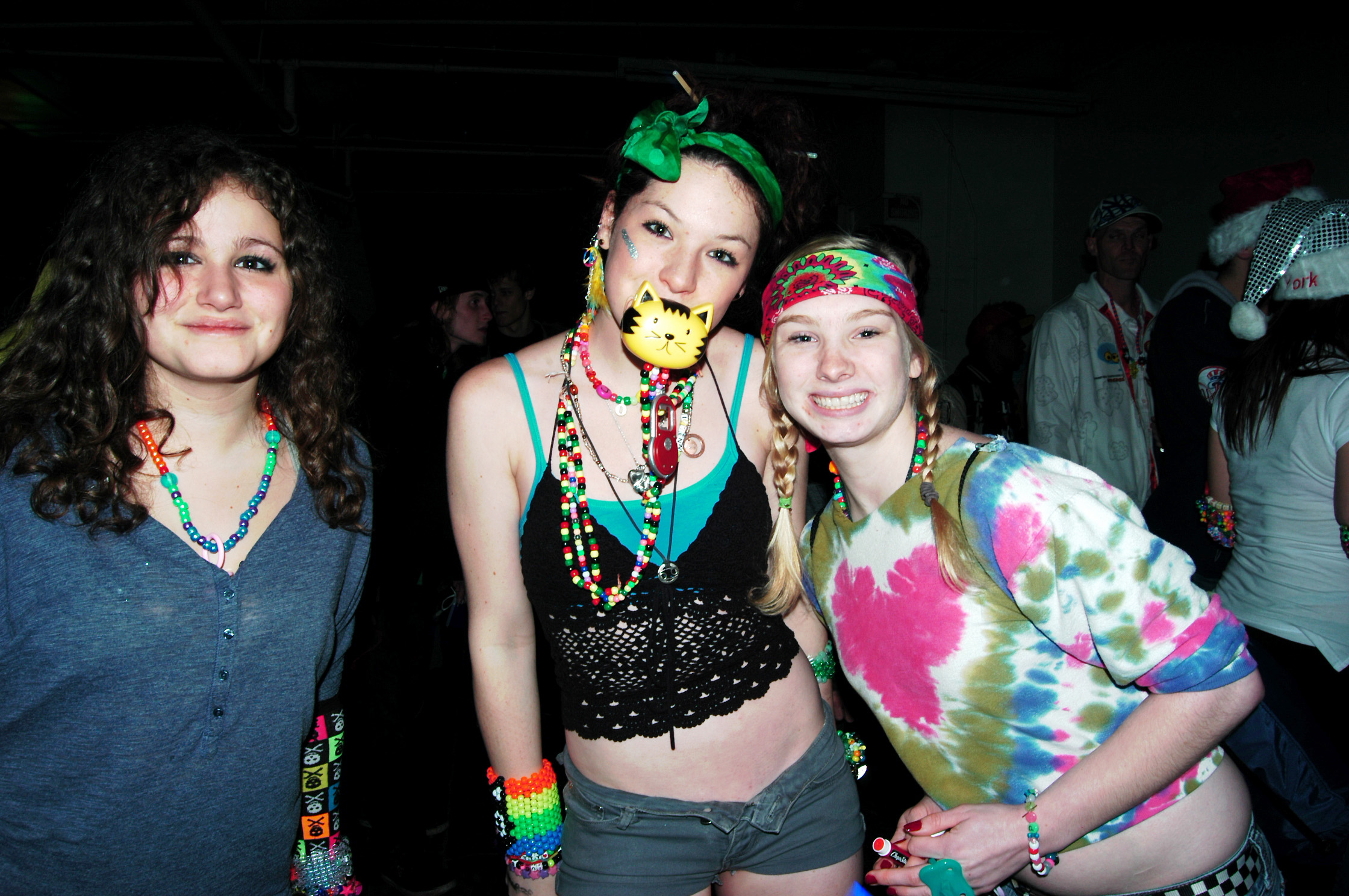
Рейверы, Бруклин, 2010

Расцвет рейверского движения — Второе лето любви — произошёл в Англии в 1988—1989 годах вместе с музыкой эйсид-хаус, а его символом стал Смайли (англ. Smily) — жёлтый улыбающийся смайл:204. Тогда на полулегальных рейверских вечеринках вдоль шоссе M25, собиравших десятки тысяч человек и сопровождавшихся столкновениями с полицией, таблетки экстази буквально развозили тачками с грузовиков. Затем движение перешло на более легальное положение в клубах и выплеснулось за пределы Англии, в 1989 году в США, а затем и по всему миру.
В этот ранний период распространения экстази — примерно до середины 1990-х годов — пользователи экстази предпочитали принимать его в чистом виде, воздерживаясь от любых других наркотиков, включая табак и алкогольные напитки (что серьёзно отразилось на статистике потребления алкоголя в Англии). Источниками вещества в это время выступали подпольные лаборатории, занимавшие иногда даже целые заброшенные фармацевтические предприятия Восточной Европы, но в большинстве своём располагавшиеся в Нидерландах. Именно европейцы в конце 1980-х годов придумали классическую форму распространения MDMA — яркие цветные таблетки экстази диаметром около 8 мм, украшенные клеймом производителя:21.
Пик распространения экстази в США и Европе пришёлся на начало 2000-х годов, затем его потребление несколько упало и более-менее стабилизировалось:16. К этому времени — началу 2000-х — в США относят слияние вытесненной правоохранительными органами из дикого состояния субкультуры рейвов с субкультурой коммерческих баров в единую легальную клубную субкультуру, что вызвало быстрое распространение клубных наркотиков, включая экстази, в более широкие слои населения, и, парадоксально, рост преступности:4, до того в рейверской субкультуре чрезвычайно низкой:Ev 93. Принятие RAVE-акта в 2003 году принесло некоторое падение распространения клубных наркотиков, так как этот жёсткий закон запрещает любое содействие использованию наркотиков — в том числе даже создание специальных медицинских служб и просто бесплатную раздачу воды на танцевальных вечеринках:4, что и привело, по мнению социолога Тамми Андерсон (англ. Tammy L. Anderson), к парадоксальному соотношению: при падении распространённости экстази и молли количество связанных с ними медицинских осложнений в США более чем удвоилось с 2005 по 2011 год. В результате на многих организованных вечеринках в США приём клубных наркотиков тихо терпят, но на него не закрывают глаза открыто, а связанной с этим эволюцией стала выросшая терпимость к неумеренному потреблению алкоголя как разрешённого наркотика:4.

## История состава экстази
| |
| |
| |
| |
| |
| |
| Учитываемые аналоги MDMA: MDA, MDEA, MBDB, ПАВ — психоактивные вещества. Источники:, см. также эту статью |

В начале распространения экстази отличалось от других нелегальных веществ высоким качеством: в Калифорнии анализ 1986 года показал, что основной примесью в уличных таблетках являлся MDA — также психоактивное вещество с близким действием, однако более токсичное:291. В 1990-х годах качество уличного экстази, измеряемое средним количеством MDMA в таблетке и наличием/отсутствием вредных для здоровья примесей, снижалось до середины десятилетия, когда многие таблетки экстази вообще перестали содержать MDMA:291. Затем в конце 90-х — начале 2000-х годов качество снова поднялось до уровня 1980-х, после чего несколько деградировало к концу 2000-х, что связывают с ограничением доступности прекурсора MDMA пиперонилметилкетона (MDP2P) (см.):291:115. В дальнейшем появилась тенденция к новому повышению содержания MDMA в таблетках экстази в связи с переходом на новые прекурсоры:115, продолжающаяся по 2016 год. Исследования образцов волос людей, принимающих экстази, практически всегда показывают присутствие MDMA (2008 и 2011):291, равно как и анализы продающихся в Европе и США таблеток:46—47. С 2010-х годов получил распространение также порошок MDMA — молли или манди, пользующийся славой более чистого варианта препарата, чем таблетки экстази.
Вообще под названием экстази иногда объединяют всю группу близкородственных MDMA эмпатогенов:vi и даже более широкий круг соединений и смесей — стимуляторов нервной системы, так как некоторые таблетки, продаваемые как «экстази», вообще не содержат MDMA, и достаточно часто встречаются таблетки, содержащие другие эмпатогены-энтактогены (MDA, MDEA и прочие), а также, вдобавок или вместо них, пара-метоксиамфетамин (PMA), метамфетамин, кофеин, эфедрин, декстрометорфан, кетамин или, с начала 21 века, пиперазины (BZP, TFMPP и другие):21:115 (иногда «жидким экстази» (англ. liquid ecstasy) называют также GHB). Так, в во время существенного падения частоты встречаемости MDMA в таблетках экстази в Нидерландах в 2008—2010 годах (с 90 % до 40 %), действующими веществами таблеток экстази выступали 2C-B, амфетамин, метамфетамин, 4-фторамфетамин, кетамин, форметорекс, пара-фторфенилпиперазин и чаще всего mCPP (более 30 % таблеток) и мефедрон (примерно 10 %). С 2014 года в таблетках экстази в Англии распространились как действующие вещества PMA и PMMA, что вызвало увеличение смертности от экстази.
Временами проходят партии «суперсильного» экстази, содержащие более 150—200 мг MDMA на таблетку. Динамика и современное состояние состава таблеток экстази и порошков молли в некоторой степени прослеживается благодаря анализам образцов, анонимно присылаемых на сайт http://www.ecstasydata.org для тестирования:84.

## Вред MDMA и «война с наркотиками»
В 1990-е годы увеличилось число сообщений о связи между использованием экстази и разнообразными психологическими и психиатрическими отклонениями. Учёные начали заявлять о необходимости возобновления изучения экстази в психотерапии. В 1992 году FDA разрешило проведение исследований в Калифорнии для изучения краткосрочных эффектов MDMA на здоровье человека. Исследования также велись в Швейцарии.
В западном мире MDMA оказалось предметом длительной борьбы в «войне с наркотиками» между сторонниками максимально жёсткого запрета всех наркотиков и убеждёнными сторонниками более мягкого баланса вреда и пользы психотропных препаратов. Эта борьба вылилась в серию политических решений, затрагивавших в том числе и научные исследования. Большое количество предлагавшихся исследований, в том числе пилотные исследования возможности употребления MDMA для облегчения психологического состояния безнадёжных раковых больных, было либо запрещено FDA, либо стало поводом для многолетних дебатов об этичности и протоколах работ, а отсутствие исследований в свою очередь служило поводом для официальных лиц утверждать об отсутствии возможностей применения MDMA в медицине.
Сторонники запрета настаивают на том, что нейротоксичность MDMA уже продемонстрирована и доказана, и что широко распространённое среди пользователей и учёных-сторонников легализации мнение об этом препарате как «безопасном» является мифом, так как на протяжении многих лет постепенно выявляются всё новые доказательства негативных нейропсихобиологических эффектов потребления MDMA:303:117. Ещё одним аргументом является непредсказуемость смертельных исходов от приёма экстази и применение принципа предосторожности. В политике эту точку зрения поддерживают в первую очередь консерваторы.
Сторонники легализации экстази (в спектре от перевода его в более лёгкие наркотики до полного разрешения рекреационного использования) указывают проблему в общественной дискуссии вокруг вопроса о вреде MDMA, связанную с тем, что основания, на которых покоятся нынешние решения о признании экстази опасным веществом и тяжёлым наркотиком, не подтверждаются эпидемиологическими исследованиями, эти находки часто не воспроизводятся в последующих экспериментах, а научные исследования вопроса подвержены конформистскому подтвердительному по отношению к опасности MDMA сдвигу в финансировании и публикации результатов:44—45. Безусловно соглашаясь, что экстази не является «безопасным веществом», они указывают, что выявленные проблемы среди потребителей далеко не соответствуют по масштабам риторике прогибиционистов, и что многолетние и многочисленные исследования так и не обнаружили по-настоящему серьёзных проблем, которые безусловно уже были бы найдены, если бы они существовали:54.
Даже критически относящиеся к легализации экстази авторы отмечают, что результаты многих работ, спонсированных и распропагандированных правительством США, являются вводящими в заблуждение:20. Классическим примером такого подхода считается скандал со статьёй о дофаминергической нейротоксичности рекреационных доз MDMA в журнале Science в 2002 году:44. С политической точки зрения сторонники легализации указывают, что запрет MDMA, соединённый с его широким распространением, фактически сделал уголовными преступниками существенную долю населения, связав молодёжную мейнстримную культуру с нарушением закона.

## Антинаркотические кампании, связанные со смертями под действием экстази
С начала 90-х годов в английских газетах прошло несколько кампаний, связанных со смертями под действием экстази. Большой резонанс вызвало первое систематическое описание семи связанных с ним смертей от гипертермии доктором Джоном Генри из Национального совета по отравляющим веществам. В статье, опубликованной в августовском номере Lancet за 1992 год, Генри утверждал, что «экстази повсеместно ошибочно представляется безопасным наркотиком», а эти первые смертельные случаи могут быть началом целой эпидемии, «То, что умерли эти несколько человек, само по себе трагедия, но куда большей трагедией является возможность того, что с каждым годом ситуация будет становиться всё хуже. То, что мы видим перед собой сейчас, — массовый эксперимент, окончательные результаты которого станут известны только через несколько лет». На несколько лет символом антинаркотических кампаний в Великобритании стали его слова из интервью The Star в январе 1992 года: «Принимать экстази — всё равно, что играть в русскую рулетку».
Для борьбы с подпольными вечеринками было создано специальное подразделение полиции Великобритании, а в 1994 году несмотря на массовые протесты рейверов был принят «Билль об уголовном судопроизводстве и общественном порядке» (англ. Criminal Justice and Public Order Act), который помимо всего прочего ввёл в законодательство понятие «рейв» и сделал уголовно наказуемыми собрания, на которых музыка или звуки «полностью или преимущественно характеризуются испусканием последовательности повторяющихся битов» (англ. wholly or predominantly characterized by the emission of a succession of repetitive beats):208.

Постер кампании после смерти Ли Беттс

Ещё две кампании были связаны с почти одновременными смертями Анны Вуд в Австралии и Ли Беттс в Англии в конце 1995 года:204. Девушки погибли после приёма всего лишь по одной таблетке экстази от гипонатриемии (см.), связанной с неумеренным потреблением воды. Недельная кома и смерть Ли Беттс широко освещались в британской прессе, а её родители после этого стали активистами антинаркотического движения, в частности, дав разрешение на использование видеозаписи похорон Ли для кампании в школах и фотографии Ли для кампании социальной рекламы: по Великобритании были развешаны более полутора тысяч чёрных постеров с надписью «Sorted» слева и фотографией Ли справа, подписанной «Всего одна таблетка экстази забрала Ли Беттс» (англ. Just one Ecstasy tablet took Leah Betts, «get sorted» в английском сленге обозначает «разжиться наркотиками»). Впоследствии оказалось, что деньги на эту кампанию были предоставлены производителями пива Löwenbräu, испытывавшими тогда серьёзное сокращение рынка из-за распространения экстази, а также производителями энергетического напитка Red Bull, который продвигался как легальный заменитель MDMA, что несколько испортило впечатление от кампании. Более того, исследования на северо-востоке Англии пришли к выводу, что кампания посодействовала распространению сведений об экстази и, как следствие, подтолкнула молодёжь его пробовать. Следствием этой смерти стало также принятие «Билля о лицензировании общественных развлекательных мероприятий (о злоупотреблении наркотиками)» (англ. The Public Entertainments Licences (Drug Misuse) Act 1997), расширившего права полиции до возможностей закрывать вечеринки и клубы, для которых имеются основания полагать, что там присутствуют потребители наркотиков:208.
Похожая по размаху кампания в Австралии после смерти Анны Вуд (несколько десятков публикаций в крупнейших СМИ страны) была сосредоточена на критике рейв-движения и танцевальных клубов, которые представлялись прессой как рассадники наркомании и преступности. Один из противников кампании, организатор танцевальных вечеринок Тони Папворт (англ. Tony Papworth) желчно высказался по этому поводу: «Чего люди не понимают, так это того, что закрытие танцевальных вечеринок не решит проблемы наркотиков — в те выходные, когда умерла Анна Вуд, от алкоголя умерли шесть тинейджеров» (англ. What people fail to understand is that closing down dance parties is not going to solve the drug problem - the weekend that Anna Wood died, six teenagers died as a result of alcohol). Результатом кампании стало принятие новых, более жёстких правил организации танцевальных клубов.

## Закон RAVE

### Пресса США об экстази в 1990-х

Число статей об экстази в основных газетах США

В течение десятилетия до середины 1990-х годов пресса США не обращала особенного внимания на экстази, которое постепенно распространялось. Лишь несколько резонансных смертей от экстази в середине 1990-х сменили тональность прессы, которая обратила внимание на вред экстази для молодого поколения, типичным заголовком прессы стала «агония экстази» (англ. agony of Ecstasy). Стандартными стали рассуждения о распространяющейся среди «неразумной маргинализированной молодёжи» эпидемии потребления наркотика, рисующие молодых людей жертвами опасных «других», в роли которых представали наживающиеся на желаниях юношей и девушек циничные наркодилеры и устроители танцевальных вечеринок, рисуемые чёрными красками с привлечением сложной смеси отработанных отрицательных стереотипов, прилагаемых к культурным диссидентам, горожанам, иностранцам и геям.
Общенациональных кампаний, связанных со смертями под действием экстази, по образцу английских или австралийских, в США не проходило, но местные их аналоги были: в 1998 году прошла кампания СМИ, связанная со смертью 17-летней Джиллиан Киркланд (англ. Jillian Kirkland) из Алабамы. После передозировки экстази на рейве в театре Стэйт-Палас в Новом Орлеане она 16 дней пробыла в коме перед смертью в госпитале.

### Начало публичной паники
С 1999 года возникла публичная паника, связанная с «эпидемией потребления экстази», достигшая пика в 2000—2002 годах. В этот период произошло радикально повышение узнаваемости экстази: если до 1999 года в заголовках СМИ слово ecstasy обычно употреблялось в кавычках, то уже к концу 2000 года кавычки из заголовков практически исчезли. Освещение проблемы напоминало предыдущий всплеск середины 1980-х, концентрируясь на клубной истории наркотика, ассоциации его потребления с молодостью и его растущей популярности. Отличием от других наркотических паник, например, крэк-кокаиновой 1980-х годов, было то, что при общей критической и даже сенсационной тональности кампания отличалась не звериной серьёзностью, а скорее даже подспудной легкомысленностью: основными темами для беспокойства прессы были опасности передозировки и долговременные последствия употребления экстази, но не преступления, совершаемые его пользователями.

Экстази стало главной темой выпуска журнала TIME за 5 июня 2000

Картина, рисуемая СМИ, напоминала широко распространившийся рисунок обложки журнала Time, изображающий, по выражению Деборы Аренс, «слегка чудно́го, но в остальном здорового подростка из пригорода, наполовину подсвеченного психоделическими цветами» (англ. slightly spacy-looking but otherwise healthy suburban teenager half illuminated in psychedelic colors). Разницей с предыдущей кампанией стал переход в СМИ «потенциальной угрозы» в «реальную эпидемию», захватившую уже не только крупные города, но и расползшуюся по пригородам и сельской местности, а также изменившееся «поведение среднего пользователя экстази», который перешёл от употребления экстази только на рейвах к более регулярному потреблению таблеток дома вместо или вместе с водкой и марихуаной. Как ЛСД ранее, экстази связывалось в СМИ с молодёжным контркультурным движением. Картину расцвечивали и описания, почти антропологические, практик рейв-культуры и предполагаемых параферналий использования экстази: использования сосок для преодоления вредных последствий бруксизма, светящихся палочек для большего удовольствия, и даже бутылок с водой, которые связывались с необходимостью борьбы с вызываемой экстази дегидратацией, в то время как в принципе чёткая связь этих предметов именно с потреблением экстази остаётся проблематичной.
Во время этой кампании экстази выносилось на первые обложки популярных журналов, например, Time, и удостоилось длинных журналистских расследований в крупнейших национальных газетах, таких как New York Times. По оценке Деборы Аренс (англ. Debora Ahrens), освещение эпидемии было в некоторой мере корректным, правильно указывая на рост популярности экстази, однако его использование даже на пике не было повсеместным явлением, сильно уступая по распространённости марихуане. Аналогично пресса преувеличивала, по её оценке, опасности экстази.

### Кампании NIDA о нейротоксичности экстази
Одной из тем дебатов в СМИ была предполагаемая нейротоксичность MDMA. Ещё во время слушаний по его запрету она сыграла существенную роль. Оперируя данными о нейротоксичности распространившегося с 1960-х годов родственного ему соединения MDA, а затем и предварительными данными о временном падении уровня серотонина у животных после введения MDMA:23, эксперты со стороны сторонников запрета создали общественное мнение о реальной нейротоксичности MDMA:153, которое затем несколько раз подтверждали в ходе антинаркотических кампаний, оперируя, по мнению сторонников легализации, натянутыми, вводящими в заблуждение и попросту неверными данными. Сторонники легализации отмечают, что нейротоксичность рекреационного использования экстази и в середине 2010-х годов является предметом дебатов, в то время как на сайте DEA долгое время, вплоть до скандала со статьёй в Science в 2003 году, фигурировала безапелляционная формулировка о полной доказанности этого эффекта ещё в середине 1990-х годов.

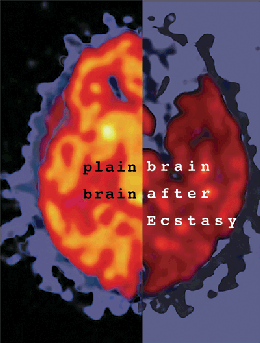
Центральное изображение кампании «Plain Brain/Brain After Ecstasy»

Одной из этих неоднозначных кампаний была образовательная программа конца 1990-х — начала 2000-х о вреде экстази, продвигавшаяся одно время Национальным институтом по проблемам злоупотребления наркотиками США (англ. National Institute on Drug Abuse, NIDA), «Plain Brain/Brain After Ecstasy» («Чистый мозг/Мозг после экстази»). Программа оперировала изображением, разделённым на две части, взятые из работы Макканн с соавторами в журнале Lancet в 1998 году. Левая часть показывала «мозг нормального человека», а правая — «мозг после воздействия экстази» в отношении концентрации серотонина. Это изображение печаталось на карточках, распространявшихся сотнями тысяч в барах и ресторанах в США, а также использовалось в телевизионной кампании и на сайтах. После жёсткой критики, заключавшейся в том, что исходное исследование имело серьёзные методологические проблемы (выбор контрольной группы, не подвергавшейся воздействию экстази, был очень неудачным: размах концентраций серотонина в ней был настолько большим — 35-кратным, что авторам работы пришлось применить логарифмическую шкалу для представления результатов, а некоторые её члены имели 50-кратное превышение уровня серотонина над средней нормой), что вместо средних представителей обеих групп были выбраны самые крайние (что является вводящим в заблуждение использованием индивидуальной вариабельности для порождения драматического эффекта), что корреляция, выявленная в исходном исследовании, была подменена причинно-следственной связью и что на частях изображения для создания более сильного визуального эффекта даже не совпадали шкалы последовательностей цветов, кампания была свёрнута, оставив, тем не менее, отпечаток на общественном мнении о проблеме.
Во время слушаний в сенатской комиссии 30 июля 2001 года директор NIDA Алан Лешнер демонстрировал изображение, показывающее ухудшение в мозговом кровотоке через две недели после использования экстази. При этом, по мнению сторонников легализации, он допустил несколько манипуляций: во-первых, само исследование, откуда были взяты изображения, не нашло в результате изменений в кровотоке в среднем между группами пользователей и контроля, во-вторых, хотя измерения через две недели после использования MDMA показывают уменьшение мозгового кровотока, измерения через 2—3 месяца после приёма показывают возвращение кровотока к норме, в-третьих, показанное изображение «здорового мозга» с надписью Baseline относилось не к контрольной группе, а к серьёзному потребителю экстази (среднее количество принятых доз в этой группе составило 211). Таким образом, созданное впечатление о перманентном ухудшении мозгового кровотока после употребления экстази было вводящим в заблуждение. Картинки из этого исследования, специально обработанные для создания «чёрных провалов» на месте понижений кровотока, были использованы также на телевидении: в документальном фильме MTV об экстази и во время шоу Опры Уинфри, и породили миф «экстази выедает дыры в мозгу» — сформулированный Лешнером практически этими самыми словами. Эта кампания также оставила след на восприятии проблемы публикой.

### Статья в журнале Science в 2002 году

Джордж Рикарти в пике своей славы — портрет из журнала Time на фоне изображений из исследования о нейротоксичности MDMA (2000)
См. также
[https://www.youtube.com/watch?v=Zew08JQYglc видеозапись его выступления о вреде MDMA (2001 или 2002)

К началу 2000-х годов признанным специалистом по исследованию нейротоксичности MDMA был Джордж Рикарти, ученик С. Р. Шустера и Льюиса Сейдена (англ. C. R. Schuster, Lewis Seiden), обнаруживший вместе с ними на крысах нейротоксичность MDA в 1985:562. Вначале в Медицинской школе Стэнфордского университета, а затем в Медицинском центре имени Джонса Хопкинса (англ. Johns Hopkins Bayview Medical Center), Рикарти выстроил одну из самых известных и хорошо финансируемых лабораторий по нейротоксичности, занимавшуюся в основном вопросами MDMA. Наряду со своей женой, Уной Макканн (англ. Una McCann) — также специалистом по нейронаукам, он был известным пропонентом тезиса о том, что даже единственная рекреационная доза MDMA может привести к необратимым повреждениям мозга:563, и, несмотря на критику методологии и представления своих работ:563—579, они активно пропагандировали находки своей лаборатории в средствах массовой информации:564, а также выступали экспертами: Рикарти был главным экспертом на слушаниях по наказаниям за производство и трафик экстази в 2000 году. По оценке Чарльза Гроба, Рикарти был одной из ключевых фигур, влиявших на наркополитику США относительно MDMA и экстази:564.
В выпуске журнала Science за 27 сентября 2002 года была опубликована статья Рикарти с соавторами под названием «Сильный нейротоксический эффект в отношении дофаминергических нейронов у приматов, вызванный обычной рекреационной дозировкой MDMA (экстази)» (англ. Severe Dopaminergic Neurotoxicity in Primates after a Single Recreational Dose Regime of MDMA (Ecstasy)):158. Основным результатом статьи было утверждение, что даже одна доза MDMA, сравнимая с обычной рекреационной, может вызвать сильное повреждение дофаминовых нейронов головного мозга у приматов; делался вывод, что такое повреждение вызывает болезнь Паркинсона у людей:158.
Ещё до того как журнал вышел в тираж, эта статья вызвала резкую критику. Критики указывали на логическую несвязность выводов статьи и высказывали сомнение в научной чистоте базового эксперимента. Дополнительно ставился под сомнение более чем 20%-й уровень смертности использованных в опытах приматов, так как из экстраполирования данного утверждения на известные цифры статистики по использованию экстази следовало бы ежегодное число смертельных исходов в несколько сотен тысяч человек, что являлось бы весьма заметным социальным явлением, реально никак не наблюдающимся. Критический ответ был напечатан в Science в июне 2003 года.
Статья Рикарти получила широкое сенсационное освещение в американской прессе, в частности, благодаря формулировкам пресс-релиза, которые ещё сильнее преувеличивали якобы найденную опасность. При наличии серьёзной научной критики работы пресса колебалась между равноценным освещением взглядов и аргументов обеих сторон и леденящими душу описаниями предполагаемого вреда MDMA от сторонников Рикарти. Дебора Аренс (англ. Debora Ahrens) пишет, что благодаря этому статья Рикарти является самой знаменитой и широко освещённой СМИ работой о вреде экстази.
12 сентября 2003 года, через год после исходной публикации, в этом же журнале было опубликовано официальное признание данной работы как ошибочной и её формальный отзыв:158. Джордж Рикарти признал свои предыдущие выводы не соответствующими действительности, сославшись на ошибку компании-поставщика MDMA, «перепутавшей этикетки контейнеров веществ», из-за чего вместо MDMA приматам был введён метамфетамин, причём в очень больших дозах, близких к смертельным. Более того, оказалось, что тот же флакон использовался ещё в нескольких ранее опубликованных работах, которые также необходимо было отзывать. В одном из интервью доктор Рикарти так прокомментировал свою ошибку:

Мы учёные, а не аптекари. Мы получаем сотни химических веществ — и у нас нет привычки проверять их.
Оригинальный текст (англ.)We’re scientists, not chemists. We get hundreds of chemicals here — it’s not customary to check them.

Некоторые наблюдатели, в частности, авторы редакционной заметки в журнале Nature, указывали на то, что во время выхода статьи в конгрессе США проходили слушания по законопроекту RAVE, которым предполагалось ввести юридическую ответственность для владельцев клубов и организаторов событий, где распространяется экстази. Общественная реакция на новые научные данные о рисках применения MDMA могла способствовать принятию этого жёсткого закона. Отмечалось также то, что ни публикатор исходной статьи — AAAS, издающий Science, ни спонсировавший исследования лаборатории Рикарти NIDA не приложили достаточных усилий для прояснения ситуации, вызвавшей такой резонанс. Редакторы Nature указали вдобавок на широкую рекламу выводов статьи одним из членов правления AAAS и директором NIDA Аланом Лешнером, и несоразмерные этому усилия по освещению отзыва статьи.
В дальнейшем эта история вызвала большой скандал в прессе. Темой скандала была очевидная поспешность и категоричность выводов, обусловленных, по мнению ряда учёных, политическими причинами и желанием правительственных структур наркоконтроля завысить реальный вред, наносимый использованием рекреационных наркотиков в молодёжной среде. Объяснение о случайной подмене веществ признавалось «смешным» и «наивным». Одновременно указанная компания-поставщик (RTI International) официально заявила, что после тщательной проверки не было обнаружено никаких доказательств несоответствия этикеток поставляемым веществам.
Критики лаборатории Рикарти нашли многочисленные нарушения в методологии проводимых там экспериментов, обвинив его в создании «кустарного производства» результатов о нейротоксичности чего угодно в целях поддержки любой государственной наркополитики за гранты из денег налогоплательщиков (как выяснила MAPS, лаборатория Рикарти с 1989 по 2003 год получила от NIDA в виде грантов на различные исследования минимум 16,4 миллиона долларов). Научная репутация Рикарти была безвозвратно испорчена:158.
Директор NIDA Лешнер незадолго до этого ушёл в отставку, а новый директор института Нора Волкова назвала этот случай серьёзным поводом для утраты доверия и, по её словам, потратила целые выходные на проверку того, чтобы на сайте NIDA не было утверждений, преувеличивающих вред экстази.

### История рассмотрения и принятия закона RAVE
Политическим ответом на наркотическую панику из-за экстази было традиционное для США креативное использование предшествующего антинаркотического законодательства и принятие новых широких антинаркотических законов, покрывающих специфические негативные аспекты новой наркотической эпидемии. Степень жёсткости этого ответа, однако, была ниже, чем в предыдущих случаях (однако отнюдь не исключала применения жёсткого уголовного преследования), и принятый в результате закон оказался последним в серии ужесточающих антинаркотическое законодательство США. Эта кампания против рейвов и клубов стала последней крупной политической кампанией американской Войны с наркотиками, расширив предыдущий закон 1986 года, принимавшийся для борьбы с эпидемией крэк-кокаина.
В середине публичной паники, в 2000 году, под влиянием беспокойства DEA о росте популярности экстази и его утверждаемой высокой токсичности Сенат принял Закон о противодействии распространению экстази (англ. Ecstasy Anti-Proliferation Act), который аналогично предшествующему опыту по предполагаемой эпидемии крэк-кокаина требовал пересмотреть наказания за производство и распространение экстази. Новые правила вынесения приговоров, существенно опиравшиеся на выводы из работ доктора Рикарти, несмотря на их критику несколькими участниками слушаний, подняли эквивалент экстази к марихуане с 35:1 до 500:1 — сделав его в федеральном правовом отношении одним из наиболее «тяжёлых наркотиков», слабее героина, но сильнее крэк-кокаина. На уровне законодательства отдельных штатов, однако, подобного ужесточения типично не произошло.

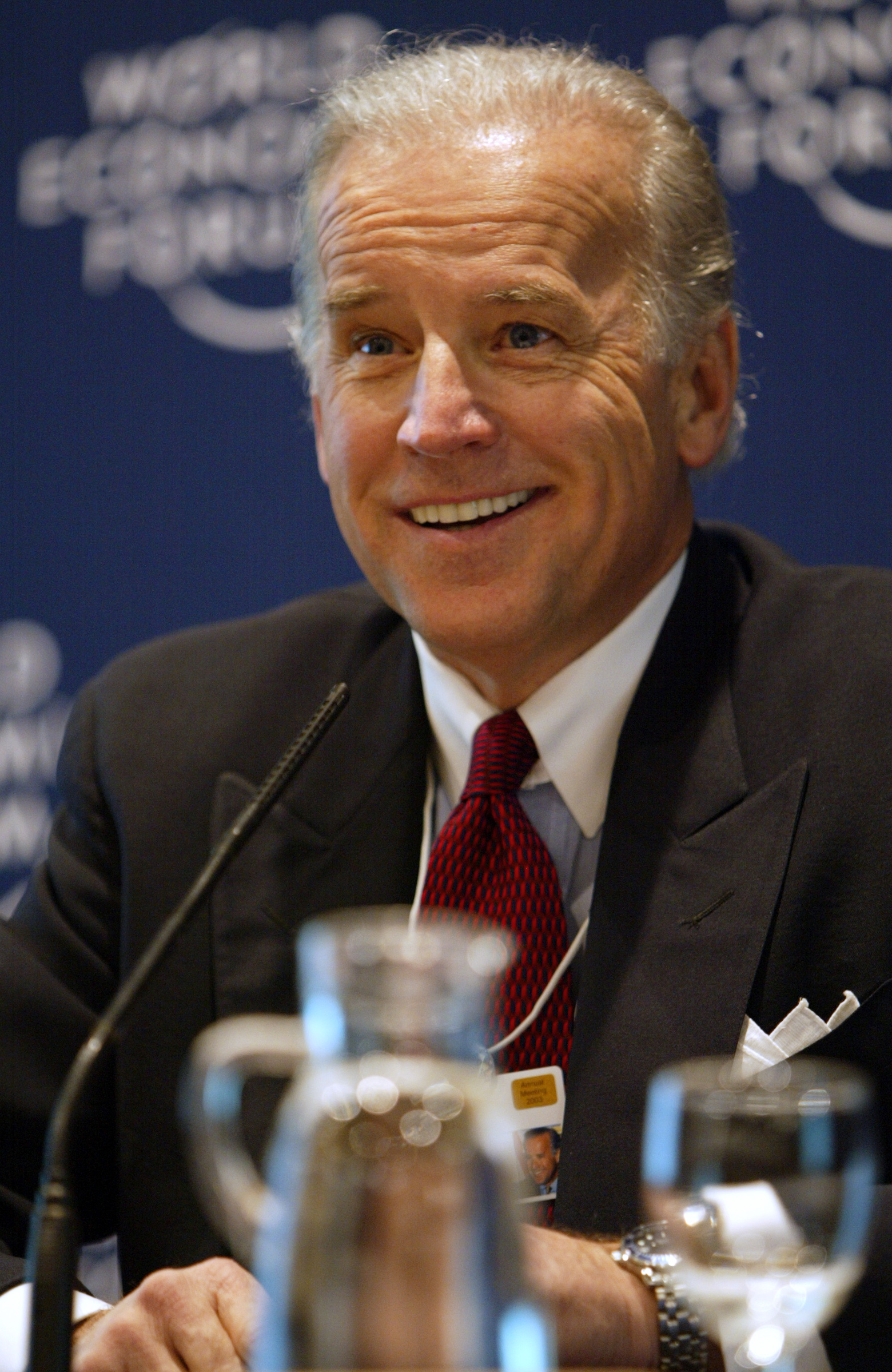
Сенатор Джо Байден (2003)

В том же 2000 году для преследования устроителей рейвов стали применяться положения законов о наркопритонах с использованием проблематичной и натянутой непрямой аргументации, что устроители танцевальных вечеринок как минимум закрывают глаза на их использование для распространения наркотиков, зная, что оно там происходит. В качестве подтверждающих такое толкование аргументов прокуроры указывали, например, на наличие мест для отдыха с более низкой температурой и продажу воды. Проблематичность таких ассоциаций, а также очевидная разница между постоянным притоном и одноразовым танцевальным вечером, также затрудняющая применение старого законодательства, привела к проигрышу нескольких дел, и в результате для облегчения работы прокуроров в 2002 году в Конгрессе стартовала политическая кампания, ведомая сенатором Джо Байденом, которая продвигала принятие законопроекта RAVE-закон 2003 (англ. 2003 RAVE Act, от Reducing Americans' Vulnerability to Ecstasy Act — Закон по уменьшению уязвимости американцев к экстази).
Сенатор ожидал быстрого и простого прохождения этого закона, однако внезапно и с удивлением для себя столкнулся с ожесточённым сопротивлением со стороны Американского союза защиты гражданских свобод и других правозащитных организаций, а также сообщества любителей электронной музыки, быстро собравшего тысячи подписей против. В результате законопроект не был одобрен комитетом, а был принят специфическим образом в 2003 году как дополнительный Закон о нераспространении запрещённых веществ в пакете к Биллю AMBER Alert, вводившему общенациональную систему быстрого оповещения о пропавших детях, — чтобы избежать дебатов в парламенте. Это, однако, потребовало существенных изменений в самом законе, в частности, исключения из него термина «рейв», фразы о том, что «распространение и потребление клубных наркотиков … глубоко включено в рейв-культуру», и «признаков потребления наркотиков» для прокуроров в виде, например, продажи воды или светящихся палочек на танцевальных вечеринках.
Даже на пике этой антинаркотической политической кампании, по оценке Деборы Аренс, содержание и риторика предлагаемых политических мер отличались удивительной по сравнению с предыдущими кампаниями сбалансированностью: например, официальные документы Офиса по национальной политике наркоконтроля (англ. Office of National Drug Control Policy) излагали статистику потребления и научные данные по экстази достаточно спокойно и относительно честно, хотя и не полностью сбалансированно. Далее эта тенденция к амбивалентности развилась и закрепилась, значительно сильнее проявившись в новой наркотической панике из-за эпидемии немедицинского потребления медицинских препаратов в 2010-х годах — главным ответом на которую стали программы помощи жертвам зависимости, а не их стигматизация или криминализация.

### Правоприменительная практика закона RAVE и её критика
Формулировки противоречивого Закона о нераспространении запрещённых веществ, часто называемого по предыдущему законопроекту Законом RAVE, запрещают «физическому лицу умышленно открывать, эксплуатировать, управлять, контролировать, снимать и давать в аренду, предоставлять в пользование или получать прибыль от любого места с целью производства, распространения или использования любых контролируемых веществ, а также для других целей» под угрозой до 20 лет тюремного заключения и штрафа до 250000 долларов. Основной проблемой законопроекта RAVE считается его мотивировочная часть, содержавшая примерный перечень действий, которые могут быть истолкованы как поддержка распространения экстази. Этот список включает в себя создание на танцевальных вечеринках комнат и мест отдыха, продажу или раздачу бутилированной воды, светящихся палочек, массажных масел, ментоловых носовых спреев, масок, а также сосок (см. тут), и таким образом фактически ставит вне закона стратегии минимизации вреда от экстази:4.
Хотя эта часть законопроекта и не вошла в окончательный вариант принятого закона, судебная практика США рассматривает все перечисленные там действия как индикаторы поощрения потребления наркотиков, поэтому устроители танцевальных вечеринок крайне неохотно создают на них медицинские службы, организуют раздачу воды или допускают на фестивали передвижные лаборатории по тестированию таблеток. Большинство современных исследователей считает, что этот закон не добился своей цели, причинив больше вреда, чем пользы — из-за фактического запрещения медицинской помощи рейверам и посетителям клубов количество смертей и серьёзных медицинских осложнений выросло, несмотря на падение распространённости экстази.
Новая политическая кампания, на сей раз за поправки в закон, развернулась в связи со смертью 31 августа 2013 года 19-летней Шелли Голдсмит (англ. Shelley Goldsmith), которая умерла от теплового удара после приёма порошка молли на рейве в Вашингтоне. Мать скончавшейся девушки, Деде Голдсмит (англ. Dede Goldsmith), через год после её смерти развернула в сотрудничестве с офисом сенатора от Вирджинии Тима Кейна, а также DanceSafe, Drug Policy Alliance, Electronic Music Alliance и другими организациями политическую кампанию «Amend the RAVE-act!» за поправки в RAVE-акт, прямо разрешающие организаторам танцевальных вечеринок создавать службы и предлагать услуги, нацеленные на минимизацию вреда, в том числе от наркотиков, такие как создание мест для отдыха, бесплатную раздачу воды, медицинские службы помощи и специальные службы, например, по тестированию состава предполагаемых наркотиков. К аналогичному уточнению призывают также юристы, предлагающие расширить ответственность устроителей фестивалей относительно пренебрежения мерами снижения вреда, и указывающие помимо этого, что чрезмерно широкие формулировки закона теоретически позволяют привлекать к ответственности любого устроителя музыкальных концертов и фестивалей, знающего, что на них употребляются наркотики (а не знать этого в принципе невозможно).
Также в 2010-х годах в нескольких судебных решениях было закреплено, что существующее отношение 500:1 для экстази не является основанным на научных основаниях и таким образом избыточно жёстко — однако суды продолжают применять как это соотношение, до сих пор присутствующее в федеральных нормах, так и меньшие, что по мнению некоторых авторов требует уточнения норм на основании современного состояния знаний о проблеме. Аналогичные призывы к изменению порогов между личным потреблением и наркотрафиком экстази в сторону смягчения высказываются криминологами Австралии.

## Исследования MDMA конца 1990-х — начала 2000-х
Лабораторные исследования MDMA на людях, включая клинические, были практически полностью прекращены с конца 1980-х по конец 1990-х годов.
В 1999 году начались испытания базовой токсичности MDMA на людях в Швейцарии для возможного применения его в психотерапии. Это вызвало немедленную реакцию в лагере прогибиционистов, вылившуюся в обмен письмами и несколько редакционных заметок в журнале Neuropsychopharmacology. Суть претензий группы нидерландских учёных состояла в том, что, ввиду предполагаемой нейротоксичности MDMA проводить его тестирование на экстази-наивных людях неэтично. Глава швейцарской группы Франц Фолленвайдер (нем. Franz Vollenweider) в ответном письме оценил риски для испытуемых как низкие, и его поддержала редакция журнала. Финалом первого раунда дискуссии стало признание швейцарским судом MDMA «лёгким наркотиком» в 1999 году:157. В 2001 году к дискуссии присоединились Рикарти и Макканн, указывая на свою гипотезу существенного вреда от единичной рекреационной дозы экстази, что вызвало очередную редакционную заметку.
В 2000 году было запущено первое в мире легальное исследование MDMA как психотерапевтического средства с момента его запрета. К маю 2002 года в испанском исследовании группы Хосе Карлоса Боузо (исп. Jose Carlos Bouso) о потенциальной пользе MDMA для психотерапии женщин, подвергшихся насилию и страдающих от хронического устойчивого к терапии посттравматического стрессового расстройства, были без осложнений протестированы 6 больных, но под давлением органов наркоконтроля Мадрида психиатрический госпиталь отказал исследователям в дальнейшем пользовании его помещениями. Окончательно исследование было похоронено в 2003 году после неоднократных визитов в Испанию доктора Рикарти, проведшего серию широко разрекламированных и поддержанных местными органами наркоконтроля публичных лекций о своих результатах дофаминовой нейротоксичности MDMA:4.

## Дэвид Натт и вред экстази

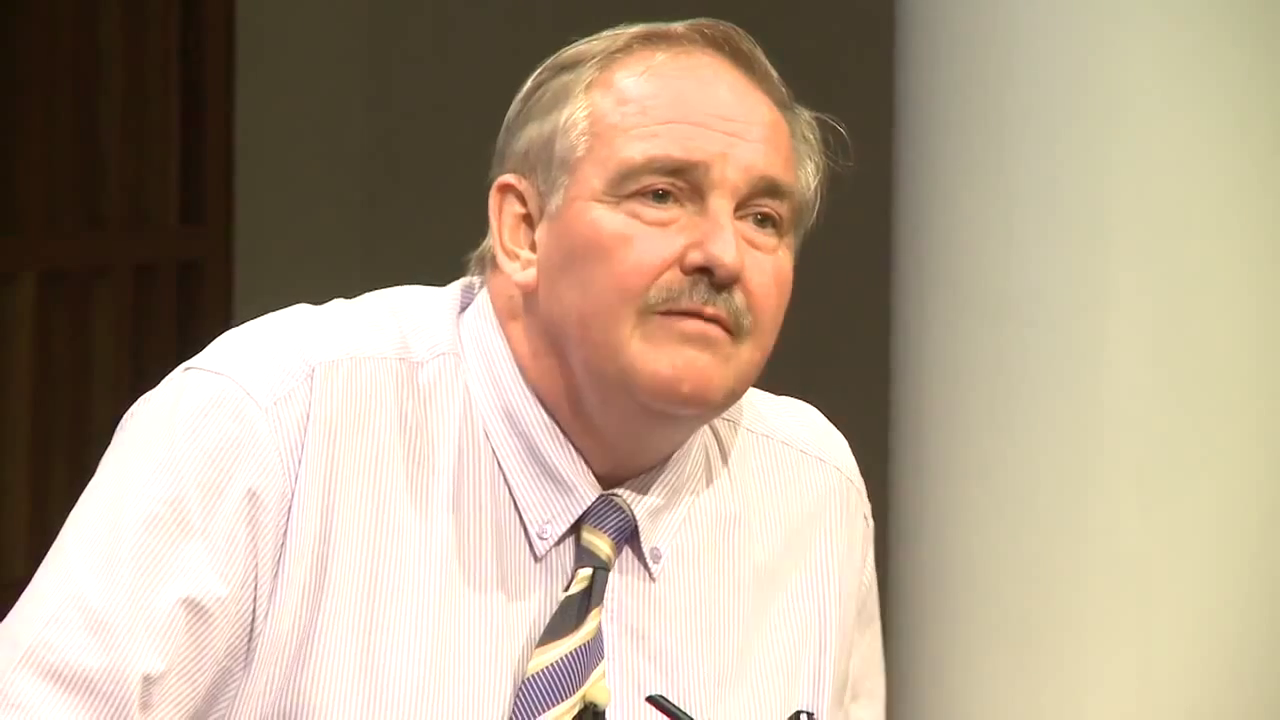
Дэвид Натт (2013)

В 2009 году профессор Дэвид Натт, тогда глава Совета по борьбе с наркотиками Великобритании, опубликовал в Journal of Psychopharmacology статью, сравнивающую риски употребления экстази с рисками занятия конным спортом: в то время как медицинские осложнения наступают примерно от каждой 10000-й таблетки экстази, аналогичные по тяжести инциденты случаются в среднем по разу на 350 человеко-часов верховой езды, что делает этот спорт, по его заключению, опаснее приёма экстази, и «поднимает критический вопрос, почему общество относится терпимо — и даже наоборот поощряет — определённые формы потенциально опасного поведения, но [отвергает] другие, такие как приём [психоактивных] веществ»:479. Это вызвало бурную реакцию политиков, часто возникающую, по мнению Натта, в политических дискуссиях о рекреационных наркотиках, и основанную на порочном круге рассуждений в терминах чёрно-белого мышления: «наркотики — это плохо и незаконно, поэтому сравнивать их вред с законными вещами нельзя, даже для того, чтобы определить, что будет законно, а что нет»:479.
В 2009 году Дэвид Натт раскритиковал в публичной лекции решение Хоум-офиса Великобритании о переводе каннабиса из класса C в класс B (с соответствующим ужесточением ответственности за его хранение) с точки зрения того, что каннабис является менее вредным наркотиком, чем алкоголь и никотин, и министерство потребовало, чтобы он ушёл с поста главы Совета:479. Вместе с Наттом в знак протеста против этого решения уволились ещё несколько членов Совета по борьбе с наркотиками, что породило публичный скандал. Заручившись финансовой поддержкой молодого директора хедж-фонда Тоби Джексона (англ. Toby Jackson), Натт основал Независимый научный комитет по наркотикам (англ. Independent Scientific Committee on Drugs):480. Также он обвинил правительства Великобритании и США в избирательной финансовой поддержке исследований, которые показывают вред наркотиков:480, раскритиковал непоследовательное применение в наркополитике принципа предосторожности, и сравнил государственные подходы в отношении научных исследований возможного медицинского применения психоделиков с гонениями церкви на Коперника и Галилея:479. Подобный взгляд на иррациональность наркополитики, не принимающей во внимание научные исследования о вреде различных рекреационных наркотиков, разделяют и другие авторы.

Шкала вредности рекреационных веществ 2010

В 2010 году Натт с соавторами опубликовали в журнале Lancet экспертную шкалу вредности рекреационных наркотиков (см.), вызвавшую очередные жаркие дебаты, как научные, так и публичные:480. На вершине списка по вредности оказался алкоголь, опередивший даже героин, а галлюциногенные грибы и экстази оказались в хвосте:480. Критики отвергли методологию сопоставления наркотиков по вреду, как не учитывающую взаимодействия наркотиков и социальный контекст их использования, а также как сведение всей многогранной проблемы к единственной числовой оценке — по мнению Джонатана Колкинса (англ. Jonathan Caulkins) это делает разработанную шкалу «псевдонаучным упражнением»:480. Критике также подверглось предложение следовать этим оценкам в наркополитике, как излишне технократическое:480. Другие исследователи поддержали Натта, так, статья в Addiction назвала эту шкалу, при всех её недостатках, «квантовым скачком» в направлении разработки более научно обоснованных и рациональных решений в наркополитике:480. Статья Натта с соавторами, по мнению Юргена Рема (англ. Jürgen Rehm), является весьма влиятельной, её знают все — и сторонники и противники, и она открыла новую эпоху, разделив исследования в этой области на «до неё» и «после»:480. Все работы, выполненные в этой парадигме экспертных оценок вреда рекреационных наркотиков различными группами экспертов, показывают высокую сходимость результатов (см.):5, и их результаты рутинно используются в образовательных программах для школьников и криминологических отчётах.
В 2013 году Дэвид Натт стал лауреатом премии Джона Мэддокса (англ. John Maddox Prize) за отстаивание научных оснований в социально-значимых вопросах, как выразился один из членов комитета присуждения премии, невролог Колин Блейкмор, «В обстоятельствах, которые унизили бы и заставили бы молчать большинство людей, Дэвид Натт продолжал настаивать на важности научных фактов в понимании вреда наркотиков и в разработке наркополитики»:479.

## Современные исследования
С самого запрета MDMA потенциальные его применения как психотерапевтического средства продвигает некоммерческая Междисциплинарная ассоциация изучения психоделиков (MAPS) (см.), образованная в 1985 году. Исследования идут достаточно медленно из-за трудностей в получении необходимого финансирования, так как MDMA не интересует фармацевтические компании, NIH и обычные фонды, по мнению MAPS, из-за невозможности запатентовать его медицинское применение и нежелания финансировать исследования, которые могут показать положительные применения веществ, объявленных «тяжёлыми наркотиками»:28. Организация критикуется за излишнюю уверенность в сугубой положительности использования психоделической психотерапии.
В 1993—1995 годах в Калифорнийском университете в Лос-Анджелесе прошли исследования первой фазы клинических испытаний MDMA — проверка безопасности его применения в предлагаемой для психотерапии форме (см.). Затем с конца 2000-х годов в Израиле, США, Канаде и Швейцарии идут клинические испытания второго уровня для метода лечения посттравматического стрессового расстройства с помощью психотерапевтических сеансов под воздействием MDMA, в них приняли участие ветераны военных кампаний, женщины, подвергшиеся сексуальному насилию, и другие пациенты:4: только в 6 исследованиях, спонсированных MAPS, приняли участие 130 человек. Результаты этих пилотных экспериментов показали вероятную долговременную эффективность MDMA в случае таких расстройств, устойчивых к прочим видам лечения. Вопрос использования MDMA в психотерапии активно дебатируется с точки зрения баланса возможной пользы и вреда для пациента (см.), а 29 ноября 2016 года FDA дало разрешение на начало третьего финального этапа широкомасштабных клинических испытаний MDMA, которые будут включать минимум 230 пациентов. 17 августа 2017 года FDA присвоило психотерапии с использованием MDMA статус «прорывного метода лечения» посттравматического стрессового расстройства (ПТСР), с этого времени идёт окончательная третья фаза клинических испытаний метода. Предварительные результаты, опубликованные в 2018 году, показывают высокую эффективность активных доз MDMA (75 и 125 мг) при психотерапии ПТСР по сравнению с активным контролем (низкой дозой в 30 мг MDMA). После испытаний, если они окажутся успешными, возможно будет подать заявки на включение MDMA в списки медицинских препаратов по ускоренной процедуре — так как посттравматические стрессовые расстройства плохо лечатся любыми известными методами и часто ведут к самоубийствам:33—34. В этом случае, как планирует MAPS, по заявкам будут вынесены решения к 2021 году:33—34. Параллельно с 2013 года идут клинические исследования возможности использования MDMA в психотерапии социофобии при расстройствах аутистического спектра:32, а также для облегчения психологического состояния безнадёжных больных:5.
MDMA использовался неофициально как средство, подавляющее тремор при болезни Паркинсона:2.14, эффективность его (+)-изомера в этих целях была продемонстрирована на мышах-моделях и других животных, но на людях официальных испытаний не проводилось:145.
Эффектом MDMA вызывать апоптоз клеток лимфомы в культурах заинтересовались онкологи. В 2006 году ученые из Университета Бирмингема продемонстрировали, что экстази способно останавливать рост раковых клеток — однако чтобы добиться этого эффекта, пациент должен принять смертельную дозу препарата. В исследовании, результаты которого были опубликованы в 2012 году, учёные из Университета Западной Австралии сообщили, что внесли некоторые изменения в молекулу MDMA, в результате чего эффективность полученного препарата повысилась в 100 раз:299—300.
Продолжаются исследования кратко- и долгосрочного влияния MDMA на организм у лабораторных животных, подопытных добровольцев (в исследованиях по психотерапии и эффектам MDMA) и рекреационных пользователей нелегально производимого вещества. Для последних происходит переход от кросс-секционных исследований, сравнивающих между собой группы пользователей в один момент времени, к проспективным исследованиям, позволяющим понять причинные связи и динамику выявленных ранее в кросс-секционных исследованиях дефицитов памяти и умственных способностей у пользователей экстази/MDMA — присутствовали ли они у них изначально, либо развились затем, по мере употребления экстази/MDMA, и не связаны ли они с часто наблюдаемым среди интенсивных пользователей потреблением других наркотиков или их сочетаний:Table 1. Основной вопрос нейротоксичности MDMA при его умеренном использовании, вокруг которого уже долгие годы ломают копья сторонники полного запрета вещества и сторонники его использования в медицине и даже в рекреационных целях, по состоянию на 2013 год не разрешён:84.
| Основные вопросы влияния MDMA, исследование которых не завершено:83 |
| --- |
| - Оказывает ли длительный повторяющийся приём экстази долговременное влияние на настроение и умственные способности? - Оказывает ли MDMA при его рекреационном использовании токсическое действие на мозг? - Если оказывает, то какова природа этой нейротоксичности? - Может ли MDMA вызывать зависимость, и если может, какие подходы могут применяться для её лечения? - Имеет ли MDMA потенциальную пользу как ассистирующее средство при психотерапии? |

## Современная динамика рынка MDMA
2010-е годы отмечены новым улучшением качества экстази и распространением порошков MDMA, при этом его использование распространилось за пределы танцевальной субкультуры и оценивается уже как мейнстримное явление:13:8. Продажи MDMA составляют существенную долю полного нелегального оборота веществ через закрытые интернет-магазины в даркнете, причём социологические исследования покупателей говорят о том, что покупаемый таким образом MDMA, равно как и другие вещества, имеет большее качество, чем обычно:6—7. К 2015 году сильно увеличилось среднее содержание MDMA в таблетке экстази, ежегодно регистрируются сотни новых марок таблеток различных форм, цветов и даже флюоресцирующих в темноте окрасок:8—9, иногда с очень высоким содержанием MDMA — до 400 мг, что вызвало учащение передозировок и связанных с ними осложнений:7—8. В 2015 году сильное внимание европейской прессы, особенно во Франции, Бельгии, Нидерландах и Великобритании, привлекли случаи смертельных исходов после приёма высокодозовых таблеток экстази:12.